# Epizootische Hämatopoetische Nekrose
Die Epizootische Hämatopoetische Nekrose (Abkürzung: EHN) ist eine bei Fischen auftretende Virusinfektion. Sie wird durch das Virus der Epizootischen Hämatopoetischen Nekrose (EHNV) verursacht. Betroffen sind Flussbarsche und Regenbogenforellen.

## Vorkommen
EHN kommt vor allem in Australien vor. In Europa wurde EHN bis dato nicht nachgewiesen.

## Infektionsweg
Der Übertragungsweg von EHN ist nicht vollständig geklärt, jedoch lassen sich im Rahmen von Experimenten Fische in einem Tauchbad mit virushaltigem Wasser infizieren. Auch eine orale Infektion ist möglich. Haltungsbedingte Hautverletzungen können eine Eintrittspforte für EHNV darstellen. Das Virus gelangt beim Zerfall von infiziertem Gewebe und Kadavern in die Umwelt. Vögel können als mechanische Vektoren fungieren. Bei Wassertemperaturen zwischen 11 und 20 °C kommt es zu Krankheitsausbrüchen. Das Virus ist gegenüber Trocknung sehr widerstandsfähig und kann im Wasser monatelang überleben. Auch in gefrorenem Fischgewebe kann es für mehr als 2 Jahre, in gefrorenen Fischkadavern für mindestens 1 Jahr infektiös bleiben. Es wird davon ausgegangen, dass das Virus auf einer Fischfarm über Monate bis Jahre im Wasser und Sediment sowie auf Pflanzen und Geräten persistieren würde, sodass auf gründliche Reinigung und Desinfektion zu achten ist. EHNV kann durch 70 % Ethanol (2 Stunden Einwirkungszeit), Natriumhypochlorit sowie Erhitzung auf 60 °C für 15 Minuten inaktiviert werden.

## Symptomatik
Es treten unspezifische Krankheitssymptome auf, zu denen erhöhte Sterblichkeit, Dunkelfärbung der Haut, Inappetenz, Gleichgewichtsverlust und Abgeschlagenheit sowie Blutungen an den Flossenansätzen und Hauterosionen zählen. Vergrößerung von Niere, Milz und Leber sowie herdförmige Blutungen in den Kiemen werden beobachtet. In der Leber können sich weiß bis gelblich verfärbte Bereiche mit herdförmigen Nekrosen bilden. Die Morbidität und Mortalität sind bei Flussbarschen hoch, sodass ein infizierter Bestand oftmals gefährdet ist. Bei Flussbarschen kann es auch zu plötzlichen Todesfällen ohne weitere Krankheitsanzeichen kommen.
Bei Regenbogenforellen kann EHN zur Vergrößerung des Abdomens in Folge von Aszites sowie Vergrößerung von Niere und Milz führen. Insgesamt sind die Läsionen sowie die Mortalität bei Regenbogenforellen weniger ausgeprägt.
Die Inkubationszeit ist abhängig von einigen Faktoren wie dem Alter der Fische, der Wassertemperatur, der Infektionsdosis und von der Virulenz des Erregers und beträgt in der Regel 3 bis 32 Tage.

## Therapie
Eine Therapie existiert nicht. Erkrankte Fische müssen getötet und unschädlich beseitigt werden. Das primäre Ziel ist die Verhinderung einer weiteren Verbreitung. Da es sich um ein widerstandsfähiges Virus handelt, ist auf gründliche Reinigung und Desinfektion zu achten.

## Rechtliches
EHN ist eine exotische anzeigepflichtige Tierseuche. Die Diagnose und Bekämpfung der EHN ist in Deutschland durch die „Fischseuchenverordnung und Verordnung zur Änderung der Verordnung über anzeigepflichtige Tierseuchen vom 24. November 2008 (Fischseuchenverordnung)“ geregelt.